# غطاء السعر
غطاء السعر، ويعرف أيضًا باسم تأثير الغطاء، هو تأثير تسعيري ينتج عادة عن إحدى الشركات المهيمنة، من خلاله يمكن للشركات المنافسة أن تجد مشترين طالما أن أسعارها تقع عند أو دون مستوى ما تحدده الشركة المهيمنة. وقد لا تنطبق هذه الحالة إذا لم تكن منتجات الشركة المنافسة في نفس المستوى بل أدنى منها.
ومن الممكن أن يتسبب الكارتل (اتحاد احتكاري بين شركات أو منتجين للحد من المنافسة) في حدوث تأثير الغطاء، حيث يتيح للمنافسين الأقل كفاءة بفرض أسعار أعلى مما قد تستحقه منتجاتهم.